# Atentado al templo de Viena de 2009
El domingo 24 de mayo de 2009, varias personas en el templo Guru Ravidass Gurdwara en Viena, Austria, fueron atacadas por seis hombres armados con cuchillos y pistolas. Dos de las víctimas fueron identificadas como Niranjan Dass, de 68 años, líder del Dera Sach Khand Ballan, y otro líder, Ramanand Dass, de 57 años, quien falleció al día siguiente en el hospital. Al menos otras 15 personas resultaron heridas, incluyendo a cuatro de los atacantes, que finalmente fueron reducidos por los demás fieles.
El ataque fue calificado como un ataque terrorista perpetrado por fundamentalistas sijs. El incidente provocó disturbios en el norte de la India.

## Reivindicaciones y negaciones de responsabilidad
Un correo electrónico recibido por Radio Akash en Londres, atribuido a la Khalistan Zindabad Force (KZF), asumió la autoría del atentado.
Posteriormente, otro correo atribuido a la KZF negó su implicación, aunque su autenticidad fue puesta en duda. Un tercer mensaje, también recibido por Radio Akash el 29 de mayo, reafirmó que el grupo sí se responsabilizaba del atentado, y alegó que agencias indias habían manipulado el membrete original.
Un portavoz de la KZF identificado como Ranjit Singh Jammu también negó cualquier implicación en el ataque a través de una carta enviada al periódico The Tribune.

## Arresto y juicio
Un artículo de Die Presse informó que se identificó a los seis atacantes, todos hombres del norte de India, de entre 24 y 45 años. Dos habían ingresado ilegalmente a Austria, y cuatro eran solicitantes de asilo.
Uno de los sospechosos fue liberado por falta de pruebas. Los demás fueron identificados como Satwinder Singh (28), Jaspal Singh (34), Tasum Singh (45), Sukhwinder Singh (28), Hardeep Singh (33) y Charnjit Singh (24).
Adicionalmente, Amritpal Singh, un sij de origen indio de 26 años, fue arrestado tras un tiroteo con la policía austríaca en su apartamento.
El jurado declaró culpable a Jaspal Singh del asesinato de Ramanand Dass y lo condenó a cadena perpetua. Otros cuatro hombres fueron condenados por complicidad con penas de entre 17 y 18 años, mientras que uno recibió seis meses por intento de coacción. La fiscalía alegó que algunos de ellos viajaron desde Barcelona, España, para cometer el crimen.